# Џак
Џак (од мађ. zsák) или врећа је најједноставнија врста торбе за ношење мање вредних ствари. Често се и сам џак прави од најједноставнијих материјала и дизајн је веома прост, без икаквих ручки и додатних могућности.

## Намена и врсте
Намена џака је превасходно за преношење па и складиштење различитог материјала или пољопривредних добара. 
- Папирни џак. Грађевински материјал као што је цемент, посебна врста креча се пакује у најчешће папирне џакове одређене тежине. Овако се грађевински материјал складишти, продаје и преноси до локације коначне употребе. Обично се и цена овог материјала одређује према количини која стаје у џаку.[1]
- Џак од синтетичких или природних влакана. Овакви џакови служе за пренос пољопривредних добара као што су: пшеница, кукуруз, кромпир и друго.
- Решеткасти џак од синтетичких влакана. Ови џакови се такође користе за транспорт воћа и поврћа којима је пожељна вентилација као заштита од буђи као што је: паприка, разно воће, купус и друго.
- Најлонски џак. Ова врста џака се користи пре свега код складиштења материјала који је изузетно осетљив на воду или пак за робу која је влажна. Може се користити за транспорт свеже рибе и слично, али из за паковање вештачких ђубрива, прашка за веш и других хемикалија.[2]